# Steve Marker
Steve Marker (Mamaroneck, 16 marzo 1959) è un chitarrista e produttore discografico statunitense.
Prima ha suonato nelle band First Person, The Flyng Saucers e Rectal Drip. Negli anni ottanta fondò con Butch Vig gli Smart Studios, a Madison (Wisconsin). Con lo stesso Vig ha fondato il gruppo dei Garbage, nel quale Marker è chitarrista. Steve è sposato ed ha una figlia di nome Ruby.

## Biografia
Steven W. Marker ha trascorso la sua infanzia a Nebraska. A 6 anni i suoi genitori gli comprarono una batteria, ma a 12 anni la sua abilità musicale si spostò sulla chitarra. Ha diviso i suoi studi tra Mamaroneck e Madison, e proprio lì ha incontrato Vig durante la registrazione di un film. Vig ha proposto a Marker di entrare nella band Spooner lui ha immediatamente accettato.

## Carriera
Marker è insieme a Vig il fondatore degli Smart Studios di Madison nel 1984, in cui ha mantenuto una carriera di ingegneria di produzione e mixaggio finché non ha formato i Garbage con Vig e Erikson nel 1994. È noto per aver scoperto la cantante degli Angelfish Shirley Manson e averla portata nei Garbage. Dal 2005, si è trasferito a Carbondale, Colorado.